# Bella István
Bella István (Székesfehérvár, 1940. augusztus 7. – Budapest, 2006. április 20.) Kossuth- és József Attila-díjas költő, műfordító.

## Élete
Korán árván maradt, ezért már tízévesen kántor-orgonistaként pénzkeresésre kényszerült. Még csak 14 éves volt (1954), amikor Hazafelé című verse megjelent a Fejér Megyei Hírlapban. Középiskolás éveit a székesfehérvári József Attila Gimnáziumban töltötte. Már a sárkeresztúri iskolában a fiatal fiú kezébe került az Irodalmi Újság, a Csillag és az Új Hang, tehát igen korán olvasta az irodalmi sajtót. A gimnáziumban egyre inkább elmélyült érdeklődése. Az 1956-os forradalom történései megragadták. Verseket is írt, de ezeket – szerencséjére – nem közölték. Részt vett több megmozdulásban, például a megyeszékhelyhez közeli Csórra élelmiszert és ruhát vitt, és gyűjtött a Pesten küzdőknek. 1958–59-ben Budapesten segédmunkásként, 1961–62-ben Bokodon az erőmű kultúrosaként dolgozott, majd 1964-ben az ELTE Bölcsészkarán végzett, magyar–könyvtár szakon. Egyre közelebb került az irodalmi élethez, az 1960-as évek közepén része volt a Tiszta szívvel című antológia megszületésében. Verseit az Új Írás és a Napjaink közölte, s csakhamar kialakult az a szellemi közeg, amely a „Hetek” néven lett ismert a magyar költészetben. Rajta kívül ide tartozik Ágh István, Buda Ferenc, Kalász László, Raffai Sarolta, Ratkó József és Serfőző Simon. Az ő számukra a József Attila-i hagyomány épp oly fontos mind morális, mind esztétikai értelemben, mint a közvetlen elődjüknek tekintett Illyés Gyula, majd Nagy László vagy Juhász Ferenc lírája. Közöttük költészetében különösen fontos a népköltészeti hagyomány, az archaikus magyar nyelv, valamint a modern, huszadik századi irányzatok együttes hatása. Értéket jelent a nyelvteremtő erő, a dal folyamatos jelenléte.
Bella István első verseskötete, a Szaggatott világ 1966-ban jelent meg. 1968–69-ben Lengyelországban volt ösztöndíjas. Itt szerzett lengyel nyelvtudását ottani művek fordításában hasznosította. Legjelentősebb fordítása Adam Mickiewicz lengyel költő óriáseposza, az Ősök, amelyet 2000-ben „archaizálva” újrafordított. A monumentális, 57 férfi és 17 női szereplőből, felnőtt és gyerekkarból álló, a világirodalom leghosszabb, több száz soros monológját tartalmazó verses drámájáról a szerző azt írta, hogy csak arénában lehet előadni, ritkán is játsszák. 2000. április 11-én a Thália Színházban Vidnyánszky Attila rendezésében mutatta be a Beregszászi Illyés Gyula Magyar Nemzeti Színház társulata.
Az 1970-es évek közepéig költészetében a dalforma az uralkodó, később töredezettebb, kihagyásos szerkezetek jelentek meg nála. Kedvelte az archaizmusokat, a folklórt, a szójátékokat, a rokonértelmű szavakat. Aktív tagja volt a finnugor költők nemzetközi társaságának.
1971–1977 között Bella István üzemi újságíró a Magyar Papírnál, s 1975–1977-ig a Papíripari Vállalat népművelője. Volt könyvtáros is a Ganz–MÁVAGnál, valamint főszerkesztő a székesfehérvári Városi Televíziónál az 1990-es években. 1978–1991-ig dolgozott az Élet és Irodalom szerkesztőségében munkatársként, főmunkatársként, majd rovatvezetőként. Tagja volt az Árgus című folyóirat szerkesztőségének, 1994–2000 között pedig munkatársa a Magyar Naplónak. A rendszerváltás után pedig a Beza Bt. keretein belül könyvkiadással is foglalkozott. A Magyar Versmondók Egyesületének tiszteletbeli elnöke, a Kaleidoszkóp VersFesztiválnak fővédnöke volt. A Magyar Művészeti Akadémia tagja volt. Róla nevezték el a 2008-ban alapított Bella István-díjat.
Bella Istvánt 2003-ban választották a Digitális Irodalmi Akadémia tagjává.

## Művei

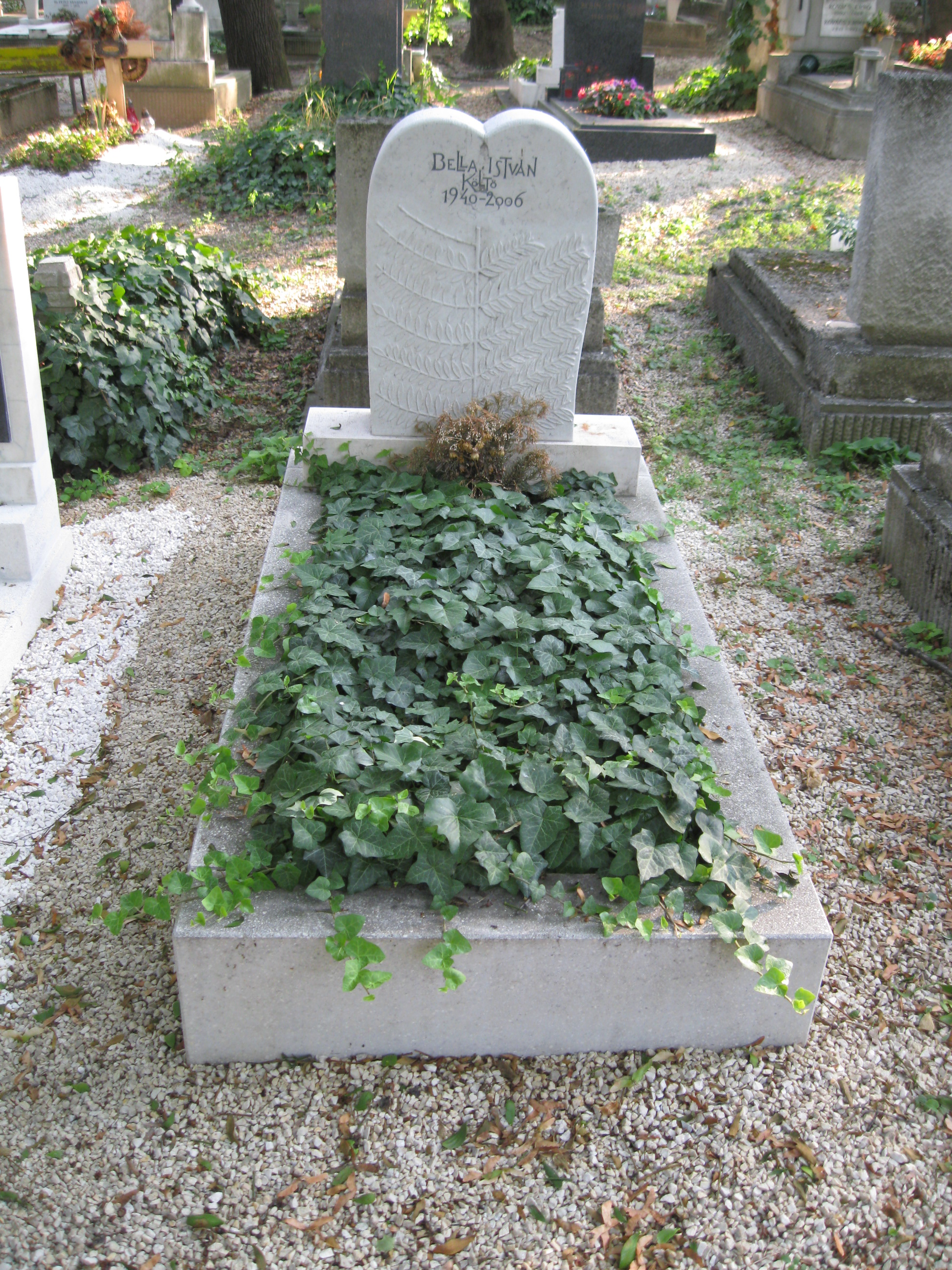
Bella István sírja a Farkasréti temetőben (6/7-1-91). Alkotók: Kontur András és Kő Pál.

- Szaggatott világ; Magvető, Budapest, 1966 (Új termés)
- Az ifjúság múzeuma; Magvető, Budapest, 1969
- Hetedik kavics; Magvető, Budapest, 1975
- Igék és igák; Magvető, Budapest, 1977
- A zöld pizsamabéka; ill. Kovács Péter; Móra, Budapest, 1979
- Emberi délkörön. Bella István versei; Magvető, Budapest, 1982
- Az ég falára. Válogatott versek; Magvető, Budapest, 1984
- Áni Máni naptára; ill. Kovács Péter; Móra, Budapest, 1985
- Az ének megmarad. Hetek. Ágh István, Bella István, Buda Ferenc, Kalász László, Raffai Sarolta, Ratkó József, Serfőző Simon versei; vál., szerk., utószó Zimonyi Zoltán; BAZ Megyei Tanács–II. Rákóczi Ferenc Megyei Könyvtár–Művészeti Alap, Miskolc–Budapest, 1985
- Az arcom visszakérem; Magvető, Budapest, 1988
- Képszavak; kép Szebeni András, szavak Bella István; Iris, Budapest, 1988
- Sárkeresztúri ének; Megyei Könyvtár, Békéscsaba, 1989
- Arccal a földnek; Magvető, Budapest, 1991
- Testamentom; Zrínyi, Budapest, 1992
- Hú-péri-hú Öreg. Vogul és osztják teremtésénekek, sorsénekek és medveénekek Bella István fordításában; Littera Nova, Budapest, 1996 (Horizont könyvek)
- A csodaszarvas. Szertartásjáték két részben; P. Komáromi Mária, Budapest, 1996
- Szeretkezéseink. Régi és új szerelmes-versek; Beza BT., Budapest, 1996
- Ábel a sivatagban; Beza BT., Budapest, 1998
- Tudsz-e még világul? Összegyűjtött versek; Beza BT., Bp., 1999
- Margit-passió; jegyz. Duró Győző; Árgus, Székesfehérvár, 2000
- Áni Máni, a zoknihalász; Beza BT, Budapest, 2001
- Szebeni András: Székesfehérvár; Bella István írásával (angol és német nyelven is); Alexandra, Pécs, 2003 (Látott dolgok…)
- Szebeni András: Szeged; Bella István írásával (angol és német nyelven is); Alexandra, Pécs, 2004 (Látott dolgok…)
- Mintha tükrök között beszélnék. Hátrahagyott versek; szerk. Hegedős Mária; Felsőmagyarország, Miskolc, 2007
- Bella István; szerk. Zsille Gábor; Napkút–Cédrus Művészeti Alapítvány–PIM, Budapest, 2007 + CD (Hang-kép-írás)
- Áni Máni rádiózik; Timp, Budapest, 2008 (Timp széptár)
- Aki ivott az ég vizéből. Interjú, versek, fotók; riporter Zsille Gábor; Magyar Napló, Budapest, 2009

## Díjai, elismerései
- KISZ-díj (1969)
- József Attila-díj (1970, 1986)
- Az Év Könyve Jutalom (1988)
- Déry Tibor-díj (1988)
- Jósika Miklós-díj (1990)
- Magyar Művészetért díj (1992)

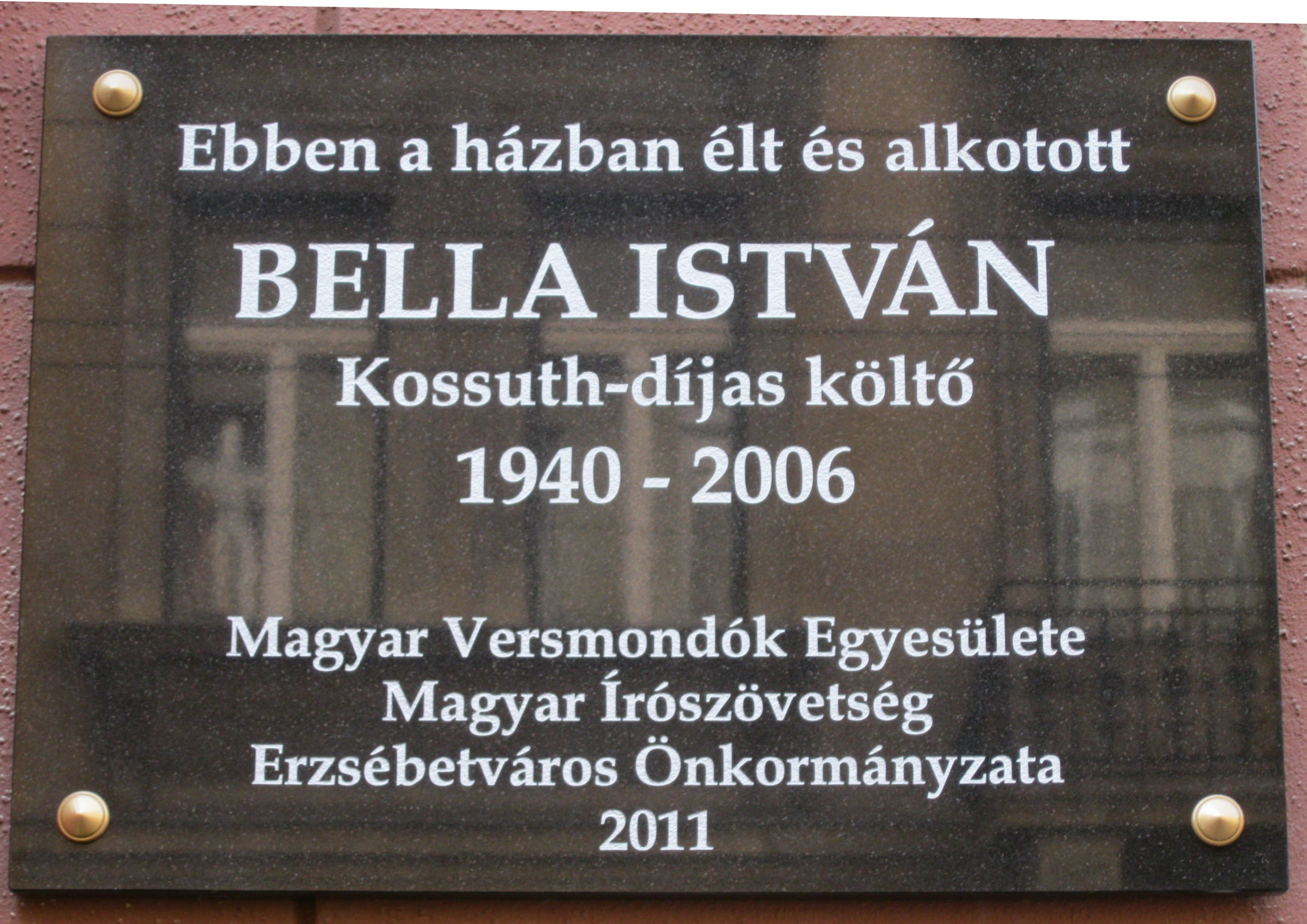
Bella István emléktáblája

- A Magyar Honvédség és a Magyar Írószövetség Nívódíja (1993, 1995, 1996)
- A Magyar Köztársasági Érdemrend tisztikeresztje (1994)
- Horizont-díj (1996)
- Déry Tibor-díj (1988)
- Arany János-díj (2000)
- Kossuth-díj (2001)